# 美國對日本戰爭罪行的掩蓋
二戰結束後，美國佔領政府對部分日本戰爭罪行進行了選擇性的掩蓋，對那些參與人體實驗及其他反人類罪行的軍事人員，尤其是在中國大陸犯下戰爭罪行的日本戰犯，給予了政治豁免。1945年9月，由於美國將軍道格拉斯·麥克阿瑟監督下的赦免行動，包括731部隊的指揮官石井四郎將軍和北野政次將軍在內的日本戰犯被赦免。雖然一系列的戰爭法庭和審判被組織起來，但許多策劃和執行實驗的高級官員和醫生因美國政府將責任證據列為機密，以及阻礙檢察機關接觸關鍵證人，最終未被追究法律責任。僅在731部隊犯案下，就有多達12,000人死亡，其中大多數是中國人，還有更多人在其他單位如100部隊以及整個滿州地區的野外實驗中喪生。

## 掩蓋行動
美國政府派遣將軍道格拉斯·麥克阿瑟負責監督戰後日本的重建，並讓日本從之前的軍國主義統治體制轉向民主制度。在佔領期間，麥克阿瑟指派了中校默里·桑德斯負責收集有關日本生物戰的數據，其中包括通過人體實驗獲得的數據。根據桑德斯的建議，麥克阿瑟提供了對於那些在犯下反人類罪行中發揮重要作用的高級官員全面的政治豁免，作為交換，他們提供了有關他們實驗的數據。其中包括石井四郎，即731部隊的指揮官。在掩蓋行動期間，根據兩份解密的美國政府文件，美國政府支付了金錢以獲取在中國進行的人體實驗的數據。
根據報導，給予那些不具名的731部隊前成員的總金額大約在15萬到20萬日元之間。以當時的200,000日元來計算，相當於今天的2千萬到4千萬日元。
天皇裕仁對於731部隊、100部隊以及其他人體實驗設施的政策和活動均予以同意。儘管如此，沒有證據顯示他完全知曉這些設施內發生的大多數暴行。他是眾多獲得豁免的人之一。雖然不清楚裕仁天皇是否對731部隊的全部真相有所了解，但是他的弟弟三笠宮傳宮，曾參觀過731部隊的總部，並在其回憶錄中寫道，他觀看了中國囚犯如何被迫在滿洲平原上「進行有關毒氣人體實驗的行軍」的影片。
麥克阿瑟遵循《波茨坦宣言》，召集了東京審判的陪審團，成功審判並定罪了許多日本官員。1981年，東京審判中最後存活的法官之一伯纳德·勒林對於731部隊中發生的戰爭罪行被美國政府保護表示不滿，並寫道："對我來說，現在得知最惡劣類型的中央指令下的日本戰爭罪行被美國政府對法庭保密，這是一次痛苦的經歷。"

## 來源
1. ↑  Brandi Altheide.  (PDF). Umflint.edu.   [2016-05-19]. （原始内容 (PDF)存档于2019-07-31）.
2. ↑  Takashi Tsuchiya.  (PDF). Alpha-canada.org.   [2016-05-19]. （原始内容存档 (PDF)于2016-12-20）.
3. ↑  Guillemin, Jeanne. . Columbia University Press. September 2017  [2024-06-18]. ISBN 978-0-231-54498-6. （原始内容存档于2023-10-26）.
4. ↑  . Forbes.com. 2014-03-09  [2016-05-19]. （原始内容存档于2019-02-19）.
5. ↑  . Lit.osaka-cu.ac.jp.   [2016-05-19]. （原始内容存档于2016-03-04）.
6. ↑  . archives.gov. 2014-03-05  [2022-07-08]. （原始内容存档于2024-08-07）.
7. ↑  . japantimes.co.jp. 2005-08-15  [2020-11-27]. （原始内容存档于2022-04-25）.
8. ↑  Kristof, Nicholas D. . The New York Times. 1995-03-17  [2023-01-03]. ISSN 0362-4331. （原始内容存档于2019-07-14） （美国英语）.
9. ↑  . Forbes.com. 2014-03-09  [2016-05-19]. （原始内容存档于2019-02-19）.
10. ↑  . The Asia-Pacific Journal: Japan Focus.   [2023-01-03].